# Campeonato Europeo de Ciclocrós de 2010
El VIII Campeonato Europeo de Ciclocrós se celebró en Fráncfort del Meno (Alemania) el 7 de noviembre de 2010 bajo la organización de la Unión Europea de Ciclismo (UEC) y la Federación Alemana de Ciclismo.

## Medallistas
| Evento   | Oro                                 | Plata                            | Bronce                  |
| -------- | ----------------------------------- | -------------------------------- | ----------------------- |
| Femenino | Daphny van den Brand · Países Bajos | Sanne van Paassen · Países Bajos | Helen Wyman Reino Unido |

### Femenino
| Puesto            | Ciclista                 | País            | Tiempo |
| ----------------- | ------------------------ | --------------- | ------ |
| Medalla de oro    | Daphny van den Brand     | Países Bajos    | 38:30  |
| Medalla de plata  | Sanne van Paassen        | Países Bajos    | 38:40  |
| Medalla de bronce | Helen Wyman              | Reino Unido     | 39:11  |
| 4                 | Hanka Kupfernagel        | Alemania        | 39:32  |
| 5                 | Pavla Havlíková          | República Checa | 39:39  |
| 6                 | Sophie de Boer           | Países Bajos    | 39:45  |
| 7                 | Jasmin Egger-Achermann   | Suiza           | 39:48  |
| 8                 | Christel Ferrier-Bruneau | Francia         | 39:58  |

| Predecesor: · Hoogstraten 2009 · Bélgica | Campeonato Europeo de Ciclocrós VIII edición | Sucesor: · Lucca 2011 · Italia |

- Datos: Q3652596